# Instituto Salvadoreño del Seguro Social
El Instituto Salvadoreño del Seguro Social (ISSS) es una institución gubernamental, autónoma y descentralizada, encargada de brindar atención en la salud y prestaciones económicas a sus derechohabientes. De acuerdo al Art. 50 de la Constitución de la República de El Salvador de 1983 establece que "La seguridad social constituye un servicio público de carácter obligatorio" y a su pago contribuyen "los patronos, los trabajadores y el Estado" en la forma y cuantía determinada por la ley.
El Instituto Salvadoreño del Seguro Social es parte de la membresía de la Conferencia Interamericana de Seguridad Social, organismo internacional técnico y especializado, que tiene el objetivo de fomentar el desarrollo de la protección y seguridad social en América. 

## Historia

### Inicios de la Seguridad Social en El Salvador
Los inicios de una entidad gubernamental en El Salvador destinada a proporcionar atención a los trabajadores y sus dependientes frente a situaciones como enfermedades, accidentes laborales, maternidad, invalidez, vejez, muerte y despidos involuntarios, tienen su origen en la Conferencia Centroamericana llevada a cabo el 7 de febrero de 1923 en Washington, Estados Unidos.
En aquel tiempo, aún no existía una institución encargada de implementar un sistema obligatorio de seguridad social en el que tanto el empleador, el Estado y el propio trabajador colaboraran para aliviar las cargas de este último y de las personas que dependían de él, abarcando un amplio espectro de servicios de salud y beneficios económicos.

### Creación del Instituto Salvadoreño del Seguro Social (ISSS)
En ese contexto, las autoridades de la época se esforzaban por asegurar la paz y el bienestar de la nación, razón por la cual otorgaron una importancia significativa a la creación del Instituto Salvadoreño del Seguro Social (ISSS). Reconocían los beneficios inherentes a un sistema de seguridad social, similar al adoptado por la mayoría de los países civilizados. No obstante, transcurrieron 26 años hasta que, mediante el Decreto del Consejo del Gobierno Revolucionario de la República de El Salvador en 1949, se promulgó la primera Ley del Seguro Social. Esta ley establecía que la organización y gestión estarían a cargo de una entidad autónoma denominada Instituto Salvadoreño del Seguro Social.

 Decreto N° 329, Consejo de Gobierno Revolucionario de la República de El Salvador, Considerando IV: “Que desde la Conferencia Centroamericana celebrada en Washington el 7 de febrero de 1923 ha habido intento y preocupación para la implantación de un régimen de seguridad social entre nosotros, sin que hubiera podido antes de ahora tornarse una realidad, y que ésta es la oportunidad de ver realizadas las justas aspiraciones de los trabajadores”; en Diario Oficial, (tomo N° 147, viernes 30 de septiembre de
1949, N° 215), pág. 3404. 
Diario Oficial (1949)

El Dr. Gregorio Ávila Agacio fue designado como el primer director general del ISSS, desempeñándose en este cargo desde mayo de 1950 hasta enero de 1952.

### Servicios al público
Después de su establecimiento, el Seguro Social inició sus primeros pasos en el ámbito administrativo, utilizando el edificio "Gadala María", ubicado en la 1.ª Calle Oriente y 4.ª Avenida Norte en el centro de San Salvador. En la actualidad, este edificio se arrienda a varias oficinas privadas.
En ese período, el director general (enero de 1952) era el Dr. Miguel Ángel Gallardo, hijo de don Recaredo Gallardo, originario de La Libertad y una de las personas más prósperas económicamente. Sin embargo, no fue hasta el 14 de mayo de 1954, durante la presidencia constitucional del Coronel Oscar Osorio, que se iniciaron los servicios médicos. El Coronel Osorio mostraba particular entusiasmo por el hecho de que El Salvador contara con un Seguro Social, considerándolo un paso significativo hacia la modernización del país.
Antes de implementar la asistencia médica a la población salvadoreña, se llevaron a cabo acciones para establecer la infraestructura necesaria y montar una red de hospitales del ISSS. En ese período, don Orlando de Sola, propietario del hospital "La Merced" ubicado fuera de la zona hospitalaria (25 Avenida Norte y Calle Arce), donó al Seguro Social gran parte del material médico quirúrgico, mobiliario e incluso una ambulancia que facilitó el traslado de los primeros pacientes atendidos en el Consultorio No.1 del Instituto. Este consultorio estaba ubicado sobre la Alameda Roosevelt, donde actualmente se encuentra "Almacenes SURISSA". El edificio de tres plantas construido de madera fue el punto de partida para que el ISSS brindara servicios médico-hospitalarios, que incluían farmacia, laboratorio, enfermería, emergencia y consulta externa.
En la inauguración del primer centro de atención médica del ISSS, el Coronel Oscar Osorio expresó: "Este primer consultorio externo del Instituto Salvadoreño del Seguro Social constituye, por decirlo así, la primera expresión material de un nuevo Estado de Justicia que conducirá a un nuevo 'contrato social', que marcará una nueva vida de relación entre la clase patronal, la clase asalariada y el Estado. La expresión que aborda estos temas en términos generales se denomina 'Justicia Social', y específicamente, en el ámbito al que me refiero en este momento, se conoce como 'Asistencia Social'. En nombre del Gobierno de la República, declaro inaugurado el primer consultorio externo del Seguro Social Salvadoreño. Agradezco".
Recuerdos detallados de personas que vivieron esa época indican que el primer paciente atendido fue José López Alvarenga, un joven de 23 años. A partir de ese momento, comenzaba una nueva experiencia y, especialmente, un gran desafío para el Seguro Social.
Es relevante destacar que simultáneamente, el Instituto alquiló dos alas del Hospital Rosales y la segunda planta del Hospital de Maternidad para hospitalización y atención a la mujer, respectivamente.
En este consultorio, el director fue el Dr. Edmundo Vásquez Galeano, quien impartió enseñanzas a muchas generaciones posteriores. Entre los primeros médicos, se menciona al Dr. Mario Rauda, un profesional entregado a su labor. Se dice que amaba tanto su trabajo que manejaba la ambulancia personalmente en caso de emergencias. Muchos de los antiguos empleados recuerdan con afecto a este hombre, quien ahora es un reconocido psiquiatra y director propietario de un hospital. Otros médicos fundadores fueron Guillermo Rivera Palomo y Alejandro Ramírez, todos retirados del Instituto.

### Crecimiento del ISSS
Con el crecimiento de la ciudad en la zona de Ilopango y Boulevard del Ejército, donde se establecieron diversas empresas industriales, el ISSS inauguró un consultorio en el año 1958, el cual sigue operando en la actualidad. De manera progresiva, la Institución se expandió con la apertura de unidades en distintas localidades del interior del país.
En 1961, se establecieron consultorios en Sonsonate y Acajutla, áreas que ganaban cada vez más relevancia, especialmente debido al Puerto de Acajutla, el cual tenía una gran importancia para la economía nacional y confería un impacto significativo a la ciudad portuaria.
En el mismo año, se estableció la Unidad Médica de Apopa para atender a la considerable cantidad de afiliados al Régimen de Salud en el sector norte del país. En 1966, también en el sector norte, se pusieron en marcha Unidades Médicas en Guazapa (cerrada debido a la guerra), Quezaltepeque, Nejapa y Aguilares.
Durante el periodo de 1969 a 1973, bajo la dirección del Dr. José Kury Asprides, se construyeron las Unidades Médicas de Usulután, Zacatecoluca y San Miguel, destinadas a los trabajadores del interior del país. En 1969, se implementó el programa de Riesgos Diferidos en el país, que abarcaba Invalidez, Vejez y Muerte, beneficiando a numerosos afiliados y satisfaciendo sus necesidades al asegurar su bienestar al momento del retiro laboral.
Además, el 1 de mayo de 1969 se inauguraron las instalaciones del ex Hospital General, un edificio con capacidad para 400 camas, considerado uno de los más grandes de Centroamérica. Este hospital centralizaba la mayoría de los servicios médicos.
Entre 1973 y 1980, se construyeron e inauguraron varias Unidades Médicas, entre ellas San Francisco Gotera en Morazán, 15 de Septiembre (conocida como Santa Anita por su ubicación), Zacamil, Atlacatl y San Jacinto, entre otras.

### Afiliación de empleados
En el momento de iniciar la afiliación de empresas y trabajadores, surgió en la institución la preocupación de cómo llevar a cabo este proceso de manera más efectiva y precisa. Fue entonces cuando el Instituto adquirió un conjunto de máquinas que, mediante tarjetas perforadas, facilitaron este proceso inicial, calculando que ya existían más de 17 mil empleados y operarios en la ciudad de San Salvador. Además, se dio prioridad a la afiliación de los empleados de las grandes fábricas de café y jabón ubicadas en Santa Tecla.
Un delegado de la Organización de Estados Americanos (OEA) Sr. Beryl Frank, y el entonces Jefe de RR.PP., Efraín Imendia Z., salían a las empresas o negocios a explicar las ventajas y conveniencias de afiliarse al ISSS. Imendia comentó en su momento que fue difícil en un inicio, muchos se oponían y expresaban su negativa radical pero paulatinamente fueron conociendo las ventajas hasta que se afiliaban al régimen.

### Expansión del ISSS
Claramente, el crecimiento de la demanda de servicios médicos requería instalaciones mejoradas, más personal y una mayor variedad de especialidades.
En este sentido, en el año 1954 se inauguraron pabellones para pacientes con tuberculosis en Soyapango y en Los Planes de Renderos; posteriormente, ambos se fusionaron, quedando en funcionamiento el de los Planes de Renderos. Pocos meses después, se puso en marcha la Unidad Médica de Santa Tecla.

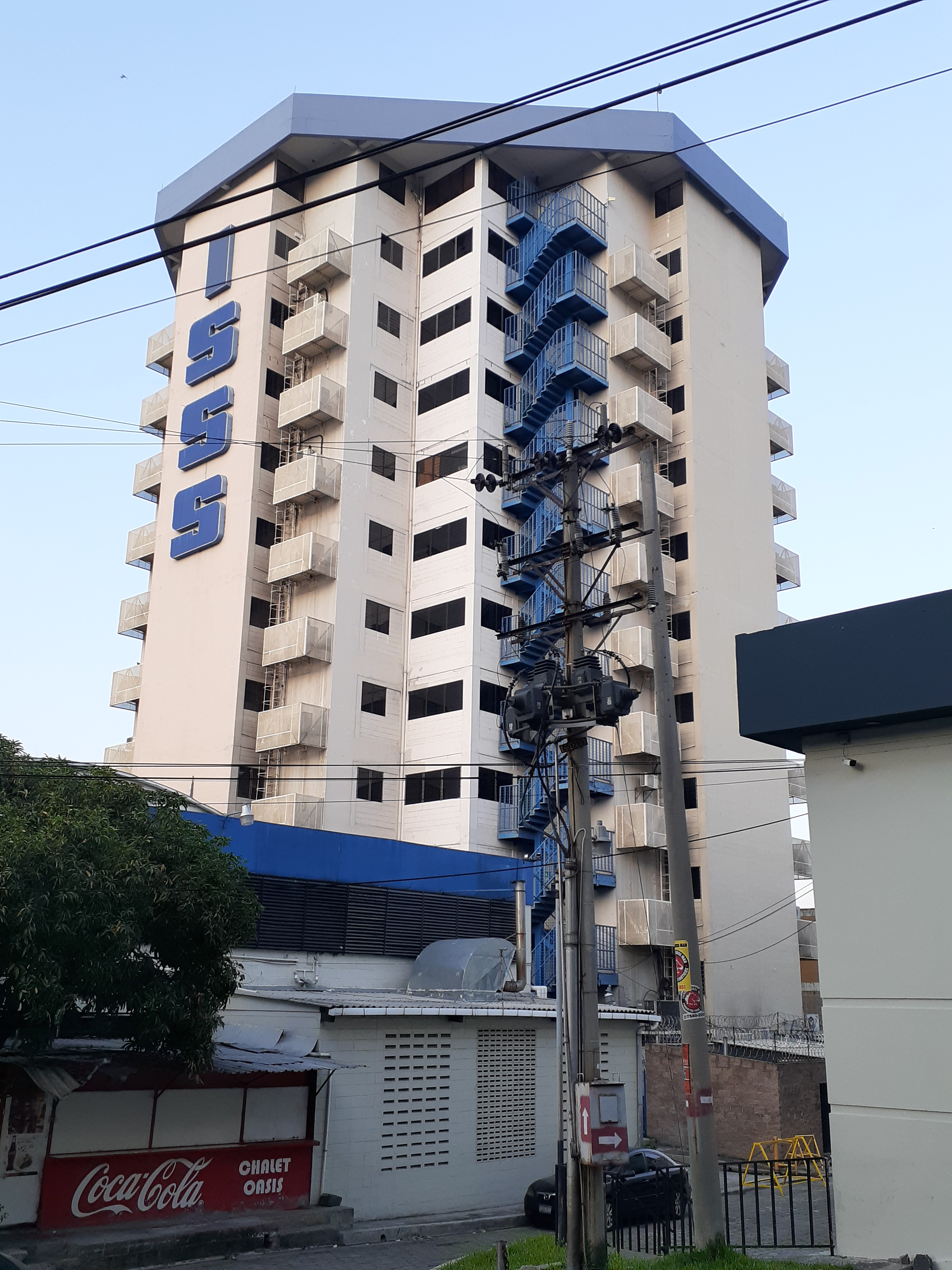
Torre Administrativa

En la década de los 80, marcada por el modernismo y paradójicamente en medio de un conflicto armado, la nación experimentó un crecimiento en diversos aspectos, y la salud no fue la excepción. El Instituto Salvadoreño del Seguro Social siempre mostró preocupación por contar con locales e infraestructuras adecuadas para ofrecer sus servicios. Desde 1981, sus oficinas operan en la llamada Torre Administrativa, consolidando la realización de trámites en un único lugar. Sin embargo, también enfrentaron desafíos relacionados con desastres naturales, como el terremoto de 1986, que devastó gran parte de la ciudad de San Salvador.
El Hospital General, en ese entonces uno de los más grandes de la región, sufrió daños graves al punto de tener que evacuarlo por completo. Los pacientes fueron reubicados, y se improvisaron carpas en el estacionamiento del hospital, donde también se trasladaron parte de los servicios administrativos.
Ante la pérdida de infraestructura, se estableció el Hospital de Especialidades, destinado a la atención de numerosas especialidades médicas; sus instalaciones fueron arrendadas al Ministerio de Salud Pública. El Hospital Médico Quirúrgico, que reemplazó al Hospital General afectado por el terremoto, se destaca como uno de los centros con mayor demanda y equipamiento moderno.
Asimismo, se erigió la Torre Oncológica (inicialmente inaugurada como Unidad de Oncología), especializada en la atención de personas con cáncer y VIH, y cuenta con el equipo de cobaltoterapia más avanzado de Centroamérica.
Para la atención de la población femenina e infantil, se inauguró el Hospital Materno-Infantil "1º de Mayo", donde se brinda atención integral en relación con enfermedades específicas de la mujer y cuidados pre y postnatales.

### El Seguro Social en la década de los 90'
Durante los años 90, el Instituto Salvadoreño del Seguro Social se consolidó como una institución de gran demanda y función de servicio. Por ello, equipó sus principales centros de atención con tecnología médica avanzada, como en el caso del Hospital Materno-Infantil "1º de Mayo", que cuenta con una Unidad de Neonatología para proteger aún más la vida de los recién nacidos.
Se adquirió la Unidad de Litotripsia Extracorpórea, que prestaba sus servicios en el Hospital de Especialidades y eliminaba cálculos biliares sin necesidad de cirugía, siendo un equipo exclusivo del Instituto en toda Centroamérica.
En un esfuerzo gradual, se incorporó a los menores de edad al régimen de la Seguridad Social, iniciando en 1989 y culminando en 1996, atendiendo a niños de 0 a 6 años de edad.
Los beneficiarios han recibido numerosas atribuciones tanto en el ámbito administrativo como médico a lo largo de los años. En el primer aspecto, se destaca la creación del sistema de Facturación Directa, que facilita los trámites correspondientes a las planillas de los patronos. Además, se han implementado diversos programas sociales, como el de atención a la Tercera Edad, que cuenta con una Oficina de Prestaciones y Servicios Sociales a Pensionados. Aquí, los pensionados pueden desarrollar sus habilidades artísticas con la ayuda de instructores especializados.
Existen también clubes sociales formados por pacientes rehabilitados, como el "Club de Corazones Alegres" integrado por personas con problemas cardíacos, y el "Club de Trasplantados Renales", que, al igual que el primero, cuenta con afiliados que reciben cuidados especiales.
En el ámbito de las prestaciones económicas, la Institución continuó trabajando para mejorar los beneficios para las familias salvadoreñas, como lo demuestra el aumento en la ayuda de auxilio de sepelio para los beneficiarios y familiares de los empleados asegurados al ISSS.
Asimismo, se llevó a cabo la incorporación al Régimen especial de Salud del Seguro Social de los trabajadores de la Alcaldía Municipal de San Salvador, San Vicente, Ciudad Arce, San Francisco Gotera del departamento de Morazán, San Pedro Perulapán, las alcaldías de los municipios del departamento de Sonsonate, Candelaria de la Frontera y San Juan Opico. A partir de esa fecha, estos trabajadores disfrutan de los beneficios y servicios de salud del ISSS.
En este periodo, se gestionó la adquisición de un inmueble para la instalación de la Unidad Médica y área de hospitalización de Santiago de María (Usulután), con el objetivo de acercar los servicios y brindar atención oportuna a los pacientes de esa ciudad.
También se aprobó el proyecto de Atención Odontológica Preventiva para la población infantil asegurada, ofreciendo servicios como profilaxis dentales, aplicaciones tópicas de fluoruro, sellado de fisuras en piezas molares y visitas a comunidades.
Durante este periodo, las autoridades del ISSS acordaron incorporar, de acuerdo con la Ley del Sistema de Ahorro para Pensiones del régimen del Seguro Social, a los docentes pensionados del INPEP por invalidez, vejez o viudez. A partir de esta fecha, estos docentes disfrutan de las prestaciones y beneficios de salud del Seguro Social.

## Atención en salud a derechohabientes
En el año 2004, se logró ampliar la cobertura pediátrica a los hijos e hijas de los asegurados, abarcando ahora a los niños y niñas de 6 hasta los 12 años de edad. Durante el período de junio de 2004 a diciembre de 2008, se inscribió un total de 306,627 nuevos niños y niñas en el Instituto. Durante ese mismo período, se proporcionaron un total de 516,296 consultas en medicina general y pediátrica.
En el año 2004, se llevó a cabo la firma del convenio para el desarrollo del Programa Nacional de Vacunación e Inmunizaciones entre el Ministerio de Salud Pública y Asistencia Social (MSPAS) y el ISSS. El objetivo principal de este programa es garantizar la vacunación universal para todos los grupos de edad y en riesgo, cumpliendo con las normas nacionales. Este convenio ha permitido reducir los costos en la adquisición de insumos, asegurando la provisión constante y eficiente de medicamentos biológicos de calidad en los diversos centros de atención. Además, se suscribió un convenio importante para asegurar insumos médicos para pacientes con VIH/SIDA en colaboración con el Programa de Naciones Unidas para el Desarrollo (PNUD). Este convenio tiene como objetivo adquirir medicamentos a precios accesibles para el tratamiento de pacientes con VIH y SIDA que están bajo el cuidado del ISSS, beneficiando a 1600 personas VIH positivas y 600 enfermas de SIDA para esa fecha.
El ISSS contribuye significativamente a sus asegurados a través del Programa de Inmunizaciones, proporcionando esquemas completos de inmunización a adultos y niños beneficiarios de sus derechohabientes. La institución también llevó a cabo campañas nacionales de vacunación para la aplicación de nuevas vacunas en el país, destacando la vacuna contra la Influenza Estacional, que fue administrada a un total de 13,798 niños de 6 meses a 23 meses de edad y 44,211 adultos mayores de 60 años. Se aplicaron 36,273 dosis de vacuna para el control de Rotavirus en niños de 2 meses a menores de 6 meses. Es relevante mencionar que se alcanzaron coberturas útiles del 100% en recién nacidos vivos para la vacuna BCG.
En el año 2005, con el propósito de mejorar la atención a los derechohabientes y sus familias, el Seguro Social comenzó la implementación de una serie de estrategias para cambiar el modelo tradicional de provisión de servicios de salud hacia un modelo de atención preventiva de Salud Familiar.
En el año 2005, se oficializaron las labores de 7 nuevas Clínicas Comunales en Ciudad Merliot, Santo Tomás, Sitio del Niño, Olocuilta, Santa Rosa de Lima, Las Victorias y San José. Simultáneamente, las 31 Clínicas Comunales existentes fueron incorporadas a este nuevo modelo. Desde entonces, el ISSS cuenta con 38 centros que ofrecen atención integral de salud familiar a nivel nacional.
En ese mismo año, se lanzó el proyecto de los Centros de Atención de Día para los Adultos Mayores del ISSS, denominados CAD. Estos centros proporcionan un espacio físico dedicado a los adultos mayores, donde pueden participar en actividades recreativas y educativas, compartiendo experiencias de vida con personas en situaciones similares, promoviendo un envejecimiento digno y una buena calidad de vida.
Además, en 2005, la institución adquirió un Acelerador Lineal, habilitándolo en sus instalaciones y capacitando al personal para iniciar tratamientos en mayo de 2006. Este equipo, con una inversión de $3.6 millones de dólares, se utiliza para tratar a pacientes con cáncer de pulmón, próstata, tumores cerebrales, mamas, linfomas, entre otros.
En términos de infraestructura de salud, se iniciaron labores para la construcción, mejora, readecuación y equipamiento de 9 centros de atención en 2005, con una inversión de $78,182,145 dólares, esperando beneficiar a 1.3 millones de derechohabientes.
Con el objetivo de mejorar la calidad de los servicios de salud, se llevó a cabo la adquisición de equipos médicos de última tecnología para optimizar el funcionamiento de los centros de atención y hospitales de referencia nacional. Entre finales del año 2007 y 2008, se formuló un Plan de Restitución de Equipo Médico a corto, mediano y largo plazo.
Como parte de este plan, se adquirió un Enteroscopio, el primero en el istmo, que fortaleció el servicio de Gastroenterología en el Consultorio de Especialidades. Este dispositivo permite el acceso al intestino delgado mediante una cápsula con una cámara de video y fibra óptica flexible, facilitando la visualización completa y la toma de biopsias para pólipos con sospecha de cáncer.
En febrero de 2007, se puso en funcionamiento el Litotriptor en el Hospital Roma, un equipo de alta tecnología que beneficia a pacientes con problemas de cálculos renales y biliares, reduciendo el riesgo quirúrgico y acelerando el tiempo de recuperación.
Además, en 2007 se implementaron acciones estratégicas para prevenir la morbilidad y mortalidad en pacientes con riesgo cardiovascular, introduciendo Clínicas Metabólicas en la red de servicios de salud. Estas clínicas atienden a pacientes con enfermedades crónicas y metabólicas, como hipertensión arterial, diabetes mellitus, dislipidemias e hiperuricemia.
En ese mismo año, se brindó a los derechohabientes el acceso a prestaciones económicas de acuerdo con la Ley y el Reglamento del ISSS, incluyendo el pago de subsidios por incapacidad temporal, pensiones por riesgo profesional y auxilio de sepelio.
En el ámbito de la preparación del personal médico y odontológico dentro del ISSS, se ratificó un Convenio de Cooperación para la Acreditación Académica Universitaria con la Universidad de El Salvador (UES). Este acuerdo posibilita que los profesionales reciban una formación reforzada con asistencia técnica, administrativa e integral para el desarrollo del programa de especialidades médicas, en beneficio de los derechohabientes.
En el mismo año, se suscribieron varios convenios de cooperación entre el ISSS y otras instituciones relacionadas con la salud pública en el país. Entre ellos, se destaca el Convenio entre autoridades del ISSS, el Ministerio de Salud Pública y Asistencia Social, y representantes del Fondo de Población de las Naciones Unidas (UNFPA). El objetivo de este convenio es agilizar las gestiones de adquisición de insumos anticonceptivos a nombre del país, para el programa de planificación familiar del ISSS a nivel nacional.
Adicionalmente, el ISSS y el Ministerio de Salud Pública y Asistencia Social firmaron un Convenio Específico para la Provisión de Servicios de Salud a la Población Salvadoreña en agosto de 2007. Este compromiso permite que ambas instituciones trabajen en conjunto para garantizar servicios de salud oportunos y complementarios a la población asegurada y general.
En el ámbito de la cultura de vejez, se firmaron 31 convenios con diferentes empresas con el objetivo de fomentar esta cultura entre los empleados cercanos a la edad de jubilación, preparándolos para la adaptación a su nuevo estilo de vida.
Finalmente, en el marco del programa "Alianza por la Familia", se otorgó el pago del subsidio del 100% por licencia de maternidad a mujeres embarazadas que son cotizantes activas. Esta medida, implementada a finales de 2007, benefició directamente a más de 16.4 mil mujeres trabajadoras y cotizantes activas, representando un desembolso anual de aproximadamente $13.5 millones de dólares por parte del ISSS.
En el año 2008, se adquirió y puso en funcionamiento la Bomba de Cobalto, la cual se encuentra operativa en el Hospital Médico Quirúrgico y Oncológico del ISSS. Este hospital es el único establecimiento especializado para el tratamiento de enfermedades oncológicas en todo el país. La Bomba de Cobalto brinda servicios tanto a los derechohabientes del ISSS como a pacientes de la red pública, en virtud de convenios establecidos con el Ministerio de Salud (MINSAL). Este equipo contribuye a mejorar la atención de radioterapias a pacientes con cáncer, logrando reducir los tiempos de espera.

## Funciones y atribuciones
El Instituto Salvadoreño del Seguro Social (ISSS) brinda cobertura médica y de previsión a la cual tiene derecho el afiliado y su grupo familiar, que incluye a la esposa o compañera de vida e hijos. Esta cobertura abarca los riesgos contemplados tanto por el Régimen de Salud como por el Régimen de Invalidez, Vejez y Muerte.
En su calidad de entidad de derecho público orientada a los objetivos de la seguridad social, el ISSS cubre los riesgos a los que están expuestos los trabajadores, ya sean de índole profesional o común. 
El riesgo común se refiere a eventos, como enfermedades o accidentes, que afecten la salud del asegurado y que no estén relacionados con el desempeño de sus labores. Por otro lado, el riesgo profesional comprende eventos, ya sean enfermedades o accidentes, que afecten la salud del asegurado debido al ejercicio de sus labores o con motivo de las mismas. Se considera accidente a todos los eventos repentinos que afecten la salud del asegurado, ya sea que este se encuentre en una situación profesional o común.

## Marco legal y normativo

### Competencias del ISSS según la ley del Seguro Social
Art. 1: De acuerdo al Art. 50 (Art. 186) de la Constitución se establece “el Seguro Social obligatorio como una institución de Derecho Público, que realizará los fines de Seguridad Social que esta Ley determina”.
Art. 2: El Seguro Social cubrirá en forma gradual los riesgos a que están expuestos los trabajadores por causa de:
- Enfermedad, accidente común
- Accidente de trabajo, enfermedad profesional
- Maternidad
- Invalidez
- Vejez
- Muerte
- Cesantía voluntaria

Asimismo tendrá derecho a prestaciones por las causales a) y c) los beneficiarios de una pensión, y los familiares de los asegurados y de los pensionados que dependan económicamente de éstos, en la oportunidad, forma y condiciones que establezcan los reglamentos.
Art. 3: “El régimen del Seguro Social obligatorio se aplicará originalmente a todos los trabajadores que dependan de un patrono, sea cual fuera el tipo de relación laboral que los vincule y la forma que los haya establecido la remuneración. Podrá ampliarse oportunamente a favor de las clases de trabajadores que no dependen de un patrono”.
Art. 14: Literal i) Son atribuciones y deberes del Consejo Directivo “Aprobar o improbar el informe que dentro de los sesenta días posteriores al vencimiento de cada ejercicio anual, deberá presentarle el Director General.”

### Subdirecciones

#### Subdirección de Salud
Orientar y liderar el sistema de salud institucional con el objetivo de asegurar el cumplimiento de las políticas definidas para brindar atención de alta calidad a la población beneficiaria del ISSS. Esto se logrará mediante el fortalecimiento de la capacidad resolutiva de las dependencias administrativas de la Subdirección y las redes de atención del Instituto.

#### Subdirección Logística
Establecer, concebir y liderar las políticas y estrategias necesarias para garantizar el correcto funcionamiento de la cadena de suministro. Esto implica la administración eficaz del sistema de información logística y la gestión de riesgos, mediante el análisis y supervisión del comportamiento del mercado y el desempeño de los proveedores. El objetivo es mejorar la interconexión y ejecución de los procesos de planificación, gestión de compras, almacenamiento, inventarios y distribución, con el fin de asegurar un suministro continuo y eficiente de bienes y servicios.

#### Subdirección Administrativa
Colaborar en la gestión de los servicios de salud para asegurar el funcionamiento eficiente del ISSS. Esto se logra mediante la administración efectiva de los recursos asignados a los sistemas administrativos, con el propósito de contribuir a la entrega de servicios a los beneficiarios del ISSS de manera oportuna y con altos estándares de calidad.

## Asistencia hospitalaria
La Institución, desde sus inicios, ha buscado mantenerse a la vanguardia en términos tecnológicos y mejorar su infraestructura en beneficio de los trabajadores, los beneficiarios y sus familias. A nivel nacional, el ISSS dispone de 11 hospitales, 35 unidades médicas, 37 clínicas comunales, 317 clínicas empresariales, 1 unidad de medicina física, seis farmacias generales, unidad de atención al usuario, unidad de pensionados y oficinas administrativas.
|    | Hospital                                | Ubicación                                                                                    | Servicios médicos | Ref           |
| -- | --------------------------------------- | -------------------------------------------------------------------------------------------- | --- | ------------- |
| 01 | Hospital Médico Quirúrgico y Oncológico | Alameda Juan Pablo II y 25 Avenida Norte                                                     | Emergencia, máxima urgencia, consulta externa, oncología clínica, hematología, ginecología oncológica, cirugía oncológica, cirugía cardiovascular, algología, nutrición, emergencias quirúrgicas, infectología, alergología, neumología, medicina interna, cardiología, psicología. | [ 22 ]        |
| 02 | Hospital Materno-Infantil 1.º de Mayo   | Final Calle Arce y 25 Avenida Norte                                                          | Emergencia de ginecoobstetricia, consulta externa, perinatología, ginecología, uroginecología y nutrición, medicina interna, neumología, psiquiatría, odontología, especialidades odontológicas, infertilidad, mastología maxilofacial. | [ 23 ] [ 24 ] |
| 03 | Hospital General                        | Alameda Juan Pablo II y 25 Avenida Norte                                                     | Consulta de emergencia, medicina interna y cirugía general; Sala de Máxima Urgencia, atención de traumatismos en todas sus especialidades, emergencia, psiquiátricas, cirugía general y laparoscópica. | [ 25 ]        |
| 04 | Hospital Amatepec                       | KM. 3 Y 1/2, Boulevard del Ejército entrada a Credisa                                        | Cirugía general, medicina interna, observación de pediatría por 48 horas, ginecología, obstetricia, neonatología para recién nacidos de partos atendidos en el hospital. | [ 26 ]        |
| 05 | Hospital Policlínico Planes de Renderos | Km. 8 1/2, carretera a los Planes de Renderos                                                | Servicio de medicina, servicio de Rehabilitación Integral: fisioterapia, educación especial, terapia de lenguaje y terapia ocupacional, servicio de tuberculosis activa (con complicaciones subyacentes). | [ 27 ]        |
| 06 | Hospital Policlínico Arce               | Calle Arce entre la 23 y 21 Avenida Norte #1290                                              | Emergencia psiquiátrica, consulta externa (con referencia), neurología, psiquiatría, pie diabético, nefrología, cirugía plástica postquirúrgica, psicología. | [ 28 ] [ 29 ] |
| 07 | Hospital Policlínico Zacamil            | Calle y Colonia Zacamil, frente al lNAM                                                      | Consulta medicina general, emergencia, emergencia pediátrica, observación pediatría y adultos, terapia respiratoria, odontología general, odontología especializada, servicio de hospitalización, consulta de especialidades, cirugía, medicina interna, pediatría. ginecoobstetricia, psiquiatría, nefrología, dermatología, oftalmología, medicina del trabajo; cirugías electivas (programadas) en las especialidades de cirugía general, oftalmología, cirugía plástica, maxilofacial, urología y coloproctología. | [ 30 ] [ 31 ] |
| 08 | Hospital Policlínico Roma               | Boulevard Venezuela, Intersección Calle El Progreso                                          | Especialidades quirúrgica, servicio de observación de pacientes pediátricos por 48 horas, cirugía general y laparoscópica. | [ 32 ]        |
| 09 | Hospital Regional de San Miguel         | Avenida Roosevelt Sur y Calle Hermanos Marista, frente al restaurante La Pradera, San Miguel | Medicina interna, ginecología, cirugía, neonatología, Sala de Partos, monitoreo fetal, ultrasonografía obstétrica, consulta emergencia de ginecoobstetricia, especialidad de fisiatría. | [ 33 ] [ 34 ] |
| 10 | Hospital Regional de Santa Ana          | Final 10° Avenida Sur Colonia El Palmar, Santa Ana                                           | Medicina general, cirugía, ginecología, cuidados intensivos, neonatología para recién nacidos, obstetricia, consulta de emergencia, pediatría, medicina interna, consulta externa, Programa de Salud Mental, oftalmología, otorrinolaringología, fisiatría. | [ 35 ] [ 36 ] |
| 11 | Hospital Regional de Sonsonate          | Avenida Padre Oidor Ramírez de Quiñones, Sonsonate                                           | Consulta externa, odontología general y especializada, medicina interna, pediatría, perinatología, fisiatría, psiquiatría, medicina familiar, nefrología, consultas de emergencias, medicina del trabajo, consulta externa, especialidades médicas, cirugía general, cirugía plástica, ortopedia, endocrinología, cardiología, urología, otorrinolaringología, neumología, neurocirugía, ginecoobstetricia, oftalmología.                                                                                              | [ 37 ] [ 38 ] |